# Аварійно-рятувальна служба

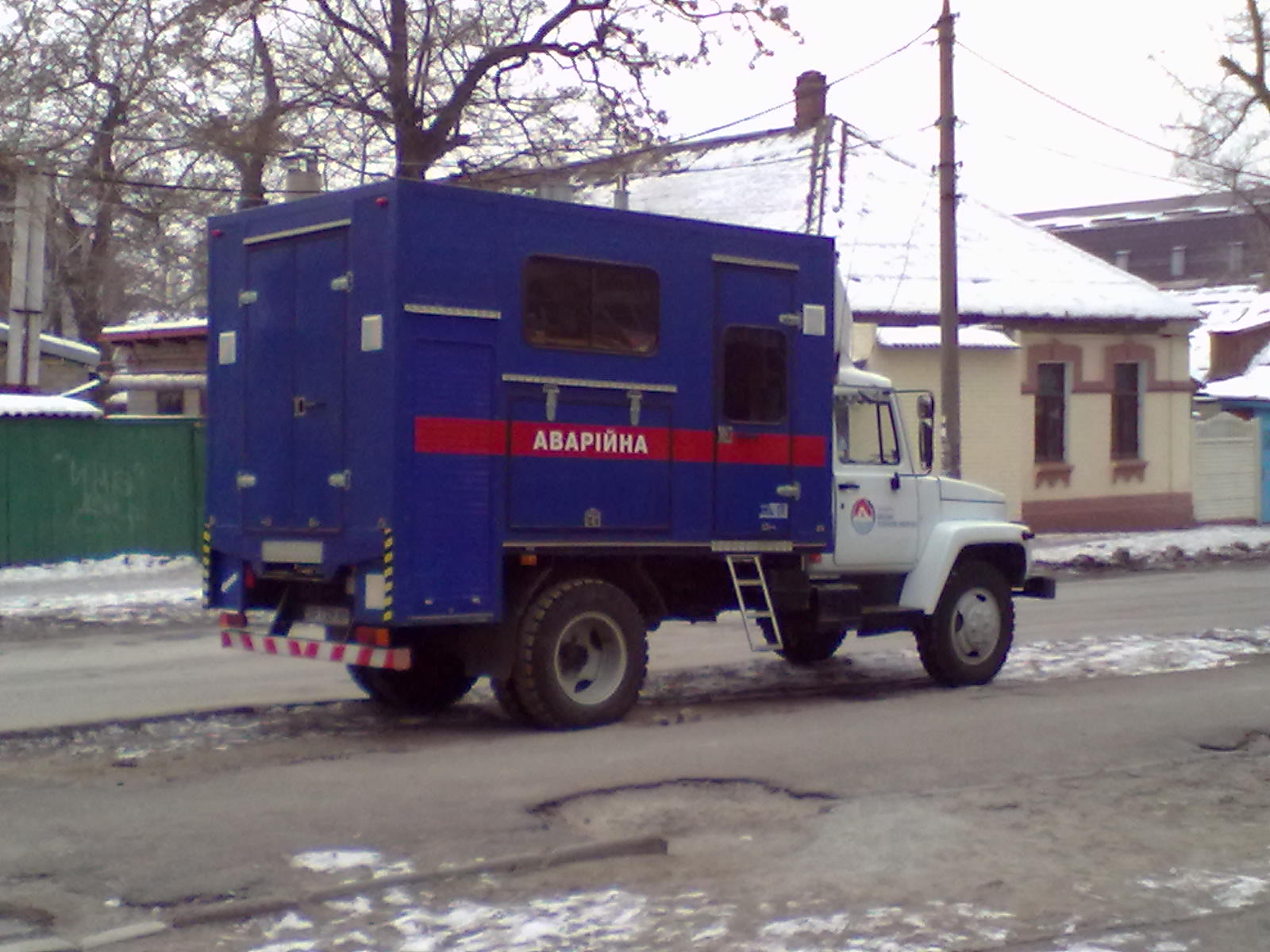
Авто аварійної служби

Аварíйно-рятувáльна слýжба — сукупність організаційно об'єднаних органів управління, сил та засобів, призначених для вирішення завдань щодо запобігання і ліквідації надзвичайних ситуацій техногенного та природного характеру й окремих їх наслідків, проведення пошукових, аварійно-рятувальних та інших невідкладних робіт. Служба рятування людей, суден і літаків, які потрапили в біду, піднімання затонулих суден і проведення підводно-технічних робіт.

## Історія

### Аварійно-рятувальна служба в СРСР
Зародилася служба в 1921 році, коли В. І. Ленін підписав декрет про організацію робіт по підніманню затонулих суден. У 1923 році була створена Експедиція підводних робіт особливого призначення (ЕПРОП). За 10 років вона врятувала 50 суден водотоннажністю понад 250 тис. тон, підняла 110 затонулих суден і виконала багато підводних робіт по будівництву важливих гідротехнічних споруд. На початку німецько-радянської війни ЕПРОП перевели до складу ВМФ. Під час війни ця служба врятувала понад 1 000 суден загальною водотоннажністю близько 1,5 млн тон, підняла більше 110 затонулих суден водотоннажністю не менше 400 тис. тон, проклала через Ладозьке озеро підводний трубопровід довжиною 21 км для подачі палива в обложений Ленінград і виконала ряд інших важливих оборонних робіт.
Після війни Аварійно-рятувальна служба СРСР ширше розгорнула свою діяльність по рятуванню суден, які потрапили в біду, по підніманню затонулих суден і виконанню підводних робіт. Була наймогутнішою рятувальною організацією світу, оснащеною найновішою рятувальною і водолазною технікою. У 1954–1956 роках СРСР уклав з рядом іноземних держав угоди про співробітництво аварійно-рятувальних служб. Угоди з соціалістичними країнами співробітництво по рятуванню на морях людей і поданню допомоги суднам і літакам, які потрапили в біду; з капіталістичними — тільки по рятуванню людей.

## Оперативно-рятувальна служба України
Кодексом цивільного захисту України головним аварійно-рятувальним підрозділом держави визначено Оперативно-рятувальну службу цивільного захисту України Державної служби України з надзвичайних ситуацій.